# Kid A Mnesia
Kid A Mnesia — перевидання альбомів Kid A (2000) і Amnesiac (2001) англійського рок-гурту Radiohead. Збірка також включає бонусний диск Kid Amnesiae, який містить раніше невиданий матеріал. Реліз випущений 5 листопада 2021 року на XL Recordings.
Kid A Mnesia рекламувалася за допомогою кампанії в соціальній мережі TikTok, після чого з'явилися сингли та музичні кліпи на раніше невидані треки «If You Say the Word» і «Follow Me Around». Перевидання увійшло до першої десятки кількох національних чартів альбомів, а також очолило UK Independent Albums Chart, US Billboard Top Alternative Albums і Top Rock Albums charts.
Також того ж місяця для PlayStation 5, macOS і Windows, була випущена відеогра Kid A Mnesia Exhibition, що містить художні роботи та музику з перевиданих альбомів.

## Передумови створення
Radiohead та їхній продюсер Найджел Ґодріч записали Kid A та Amnesiac одночасно в 1999 та 2000 роках у студіях у Парижі, Копенгагені, Глостері та Оксфорді. Відходячи від попереднього гітарного звучання, альбоми включали більш різноманітні інструменти, включаючи Хвилі Мартено, запрограмовані електронні ритми, струнні та джазові горни.
Альбоми розділили шанувальників і критиків, але пізніше отримали визнання. На рубежі десятиліть Rolling Stone, Pitchfork і Таймс визнали Kid A найкращим альбомом 2000-х років. У списку «500 найкращих альбомів усіх часів» журналу Rolling Stone у 2020 році Kid A посів 20-е місце, а у 2012 році Amnesiac опинився під номером 320.

## Трек-лист
Kid A
| #     | Назва                           | Тривалість |
| ----- | ------------------------------- | ---------- |
| 1.    | «Everything in Its Right Place» | 4:11       |
| 2.    | «Kid A»                         | 4:44       |
| 3.    | «The National Anthem»           | 5:51       |
| 4.    | «How to Disappear Completely»   | 5:56       |
| 5.    | «Treefingers»                   | 3:42       |
| 6.    | «Optimistic»                    | 5:15       |
| 7.    | «In Limbo»                      | 3:31       |
| 8.    | «Idioteque»                     | 5:09       |
| 9.    | «Morning Bell»                  | 4:35       |
| 10.   | «Motion Picture Soundtrack»     | 7:01       |
| 49:57 |                                 |            |

Amnesiac
| #     | Назва                                     | Тривалість |
| ----- | ----------------------------------------- | ---------- |
| 11.   | «Packt Like Sardines in a Crushd Tin Box» | 4:00       |
| 12.   | «Pyramid Song»                            | 4:49       |
| 13.   | «Pulk/Pull Revolving Doors»               | 4:07       |
| 14.   | «You and Whose Army?»                     | 3:11       |
| 15.   | «I Might Be Wrong»                        | 4:54       |
| 16.   | «Knives Out»                              | 4:15       |
| 17.   | «Morning Bell/Amnesiac»                   | 3:14       |
| 18.   | «Dollars and Cents»                       | 4:52       |
| 19.   | «Hunting Bears»                           | 2:01       |
| 20.   | «Like Spinning Plates»                    | 3:57       |
| 21.   | «Life in a Glasshouse»                    | 4:34       |
| 43:57 |                                           |            |

Kid Amnesiae
| #     | Назва                                      | Тривалість |
| ----- | ------------------------------------------ | ---------- |
| 22.   | «Like Spinning Plates ('Why Us?' Version)» | 5:04       |
| 23.   | «Untitled v1»                              | 1:48       |
| 24.   | «Fog (Again Again Version)»                | 2:25       |
| 25.   | «If You Say the Word»                      | 4:22       |
| 26.   | «Follow Me Around»                         | 5:19       |
| 27.   | «Pulk/Pull (True Love Waits Version)»      | 2:46       |
| 28.   | «Untitled v2»                              | 0:46       |
| 29.   | «The Morning Bell (In the Dark Version)»   | 2:00       |
| 30.   | «Pyramid Strings»                          | 1:18       |
| 31.   | «Alt. Fast Track»                          | 1:32       |
| 32.   | «Untitled v3»                              | 1:16       |
| 33.   | «How to Disappear into Strings»            | 5:32       |
| 34:08 |                                            |            |

Cassette Two (Some B Sides)/Japanese bonus tracks
| #     | Назва                        | Тривалість |
| ----- | ---------------------------- | ---------- |
| 1.    | «Kinetic»                    | 4:06       |
| 2.    | «Fast-Track»                 | 3:17       |
| 3.    | «Cuttooth»                   | 5:24       |
| 4.    | «The Amazing Sounds of Orgy» | 3:38       |
| 5.    | «Trans-Atlantic Drawl»       | 3:02       |
| 19:27 |                              |            |

## Персоналії

### Radiohead
- Колін Грінвуд
- Джонні Ґрінвуд
- Ед О'Браєн
- Філ Селвей
- Том Йорк

### Сесійні музиканти
- Оркестр Святого Іоанна – струнні
  - Джон Лаббок – диригент
  - Джонні Ґрінвуд – аранжування
- Мідна група на «The National Anthem»
  - Енді Буш – труба
  - Стів Гамільтон – саксофон альт
  - Мартін Хетевей – саксофон альт
  - Енді Гамільтон – тенор саксофон
  - Марк Локхарт – тенор саксофон
  - Стен Гаррісон – баритон саксофон
  - Ліам Керкман – тромбон
  - Майк Кірсі – басовий тромбон
- Генрі Бінс – семплування ритму на «The National Anthem»
- The Humphrey Lyttelton Band («Life in a Glasshouse»)
  - Гамфрі Літтелтон — труба, керівник оркестру
  - Джиммі Гастінгс — кларнет
  - Піт Стрендж — тромбон
  - Пол Бридж — контрабас
  - Адріан Макінтош — барабани

### Студійний персонал
- Найджел Ґодріч — продюсування, звукоінженер, зведення
- Radiohead — продюсування
- Ден Греч-Маргера — звукоінженер (трек 21)
- Кріс Блер — мастерінг (треки 1-10)
- Боб Людвіг — мастерінг (треки 12-21)
- Жерар Наварро — асистент продюсера та звукоінженера
- Грем Стюарт — асистент звукоінженера

### Дизайн
- Стенлі Донвуд — картини, дизайн ("Landscapes, Knives and Glue")
- Tchocky — картини ("Landscapes, Knives and Glue")